# Глобус, Лев Давидович
Лев Давидович Глобус (1914—1945) — участник Великой Отечественной войны, полный кавалер ордена Славы, командир отделения 56-го отдельного штурмового инженерно-сапёрного батальона (12-я Мелитопольская штурмовая инженерно-сапёрная бригада, 4-я гвардейская армия, 3-й Украинский фронт), сержант.

## Биография
Родился в 1914 году в семье виленского мещанина Давида Йохелевича Глобуса и Эстер Израилевны Коган, уроженки Екатеринослава. Еврей.
В Красной Армии с 1940 года. В боях Великой Отечественной войны с июня 1941 года.
Командир отделения отдельного штурмового инженерно-саперного батальона (12-я штурмовая инженерно-саперная бригада, 3-я гвардейская армия, 4-й Украинский фронт) младший сержант Глобус 5 ноября 1943 года под селом Новопетровка Магдалиновский района Днепропетровской области в контратаке уничтожил 3 солдат противника, защитил командиpa взвода. 30 ноября 1943 года был награждён орденом Славы 3 степени.
Сержант Глобус в районе Сиваша 29 марта 1944 года в составе группы саперов обезвредил 93 мины. 10 апреля 1944 года ночью участвовал в переправе под огнём противника через озеро Айгульское батальона пехоты и 300 ящиков с боеприпасами. 23 апреля 1944 года в районе одной из высот близ Севастополя сделал проход в минном поле, снял при этом 42 противотанковые мины, 4 инженерных ежа. 25.05.1944 г. награждён орденом Славы 2 степени.
Командир отделения того же батальона (12-я штурмовая инженерно-саперная бригада, 4-я гвардейская армия, 3-й Украинский фронт) Глобус 22 декабря 1944 г. в бою на юго-восточнее окраине г. Секешфехервар (Венгрия) уничтожил пулемётный расчет противника, 2 вражеских солдат. 28.04.1944 г. награждён орденом Славы 1 степени.
1 января 1945 года погиб в бою за город Будапешт.